# 格列士敦路

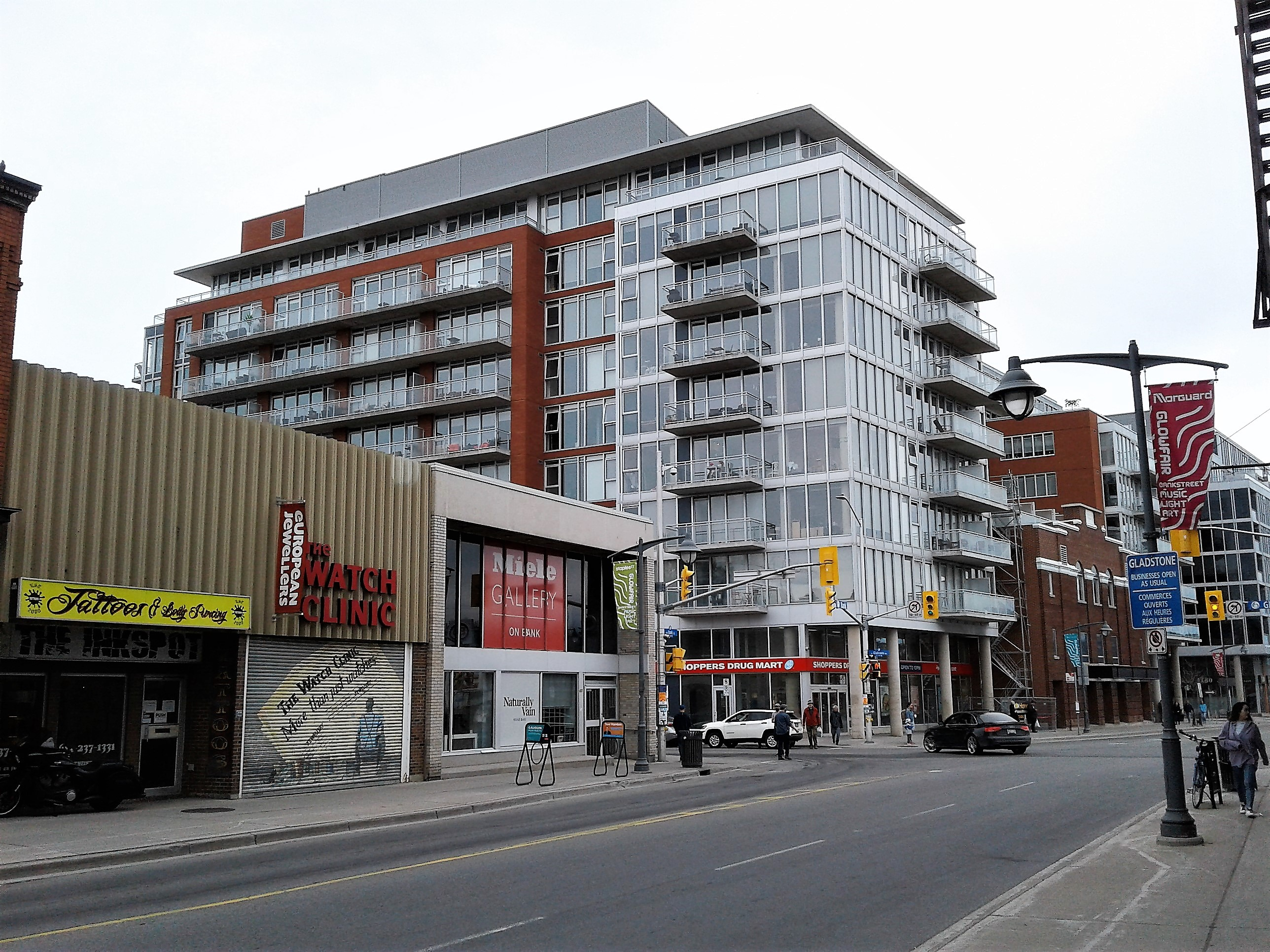
格列士敦路夾銀行街路口

格列士敦路（英語：Gladstone Avenue）是加拿大安大略省渥太華的一條街道，東起麗都運河，西至柏杜路。這是一條歷史悠久的住宅街道，位於市中心以南，市中心的許多小型住宅現已改建作商業用途。

## 地標
- 干諾公立學校（Connaught Public School），位於柏杜路以東（格列士敦路1149號）
- 格列士敦劇院（英语：Gladstone Theatre），位於柏斯頓街以西
- 聖尼哥拉成人中學（Saint Nicholas Adult High School），位於布夫街（Booth Street）

## 歷史
1800年代規劃時，這條街道被命名為安街（Ann Street），名稱來源於湯馬士·麥基的妻子的名字。
1896至1907年，渥太華冰球會在卑街（Bay Street）夾格列士敦路處的Dey's Skating Rink比賽。
2000年代，街道獲改造，布朗臣路與銀行街之間的路段改為雙車道，加設單車徑，並採取交通靜化措施。
2005年5月，位於格列士敦路的Salus Millennium House for the Homeless被大火燒毀。